# Thiazole
Thiazole là một hợp chất dị vòng 5 cạnh chứa dị tố là nitơ và lưu huỳnh, với lưu huỳnh ở vị trí 1 và nitơ ở vị trí 3 của vòng tính theo chiều ngược kim đồng hồ.